# Østfold
Østfold is een fylke ('provincie') in het zuidoosten van Noorwegen. De hoofdstad is Sarpsborg.
Op 1 januari 2020 werd de provincie samengevoegd met Akershus en Buskerud tot de nieuwe provincie Viken. De provinciale herindeling bleef de gemoederen bezighouden, waardoor na slechts vier jaar de fusieprovincie ongedaan werd gemaakt, waardoor zowel Østfold als ook Akershus en Buskerud weer zelfstandige fylkes werden. 
Met een oppervlakte van 4.004 km² is het na Oslo en Vestfold de kleinste provincie van het land. 

## Gemeenten

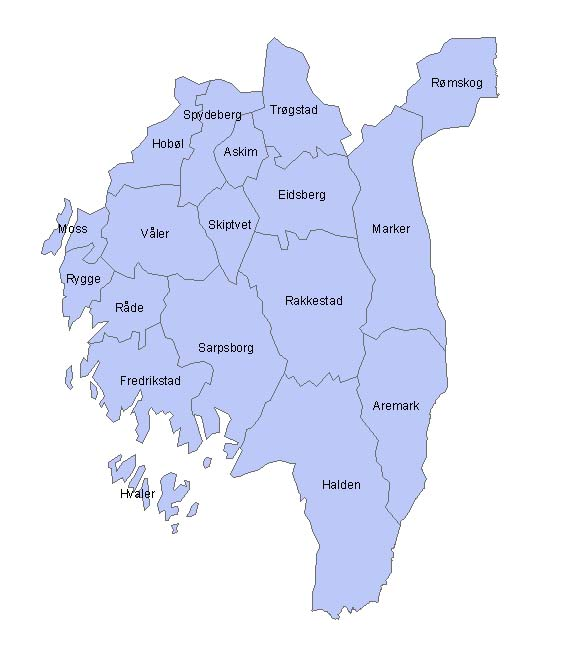
In het verleden kende Østfold meer gemeentes.

Sinds 1 januari 2024 telt Østfold twaalf gemeenten. 
- Aremark
- Fredrikstad
- Halden
- Hvaler
- Indre Østfold
- Marker
- Moss
- Råde
- Rakkestad
- Sarpsborg
- Skiptvet
- Våler